# Peter Roskam
Peter James Roskam (ur. 13 września 1961) – amerykański polityk, członek Partii Republikańskiej i kongresman ze stanu Illinois (w latach 2007-2019).